# 无法呼吸
《無法呼吸》，是日本摇滚樂團ZARD的第24張單曲。1998年3月4日發行。

## 簡介
本作原本預定在前作《My Baby Grand～期待那溫存～》發行一個月後（即1998年1月）就面世。而當時本作已經進行了製作約半年，不過因為進度緩慢，先是延期到2月18日，最終再次延期到3月4日發行。

## 收錄曲
1. 無法呼吸（息もできない）
作詞：坂井泉水
作曲：織田哲郎
編曲：葉山武
  - 富士電視台動畫《中華一番》的片頭曲，是自《Don't you see!》以來，ZARD再次與動畫合作推出的商業主打單曲。在動畫裏，也即是TV Mix版本，歌曲標題為《無法呼吸〜Now I can breath〜》，和聲部份在副歌後段唱出歌詞為「Now I can breath」。
  - ZARD的歌曲之中，最多混音版本的歌曲，動畫片頭曲版本和單曲的編曲都不同[注 1]。根據編曲人葉山武的説法，這首歌曲先後有幾位編曲人製作了數個版本，最後成品是以葉山武的版本作為基礎，混合其他編曲版本而製成，因此在製作人員名單上，他是以衆多編曲人的代表身份而被列出。[3]
  - 動畫片頭曲版本的編曲，以合成器作為重心，由吉他、鼓和鋼琴伴奏。單曲版本的編曲則以吉他和鼓作為重心，更強調搖滾的風格。另外，單曲版本的人聲也添加了回音的效果。而2008年發行的最佳專輯《ZARD Request Best 〜beautiful memory〜》也有收錄這首歌，不過為了讓歌聲更有真實感，因此移除了回音的效果。
  - 生澤佑一、川島美香（日语：川島だりあ）、村上恭太郎、岩切玲子、高原由妃、伊藤工擔任和聲，葉山武和T-BOLAN的五味孝氏（日语：五味孝氏）擔任吉他部份，中段的吉他獨奏則使用綿貫正顕（日语：綿貫正顕）在試聽帶的演奏部份。
  - 這是作曲家織田哲郎至今為止，最後一首為ZARD和Being公司歌手提供的歌曲[注 2]。
  - 最初MV版本是坂井坐在球場觀衆席上玩籃球的片段。在坂井逝世後，另一版本的MV被公開，由坂井在拍攝單曲封面期間的花絮影片和錄音室時錄音這首歌的影像剪輯而成。
2. Vintage （Vintage）
作詞：坂井泉水
作曲・編曲：徳永暁人
  - 歌詞裏的“●△×■”似乎是用坂井的聲音疊加而成的雜音。
  - 徳永暁人擔任和聲。
3. 無法呼吸（Original Karaoke）
作詞：坂井泉水
作曲：織田哲郎
編曲：葉山武
4. Vintage（Original Karaoke）
作詞：坂井泉水
作曲・編曲：徳永暁人